# Michael Durrer
Michael Durrer (* 1984) ist ein Schweizer Politiker (Grüne).

## Leben
Michael Durrer ist diplomierter Sozialpädagoge und arbeitet als Leiter einer Therapiestation für Adoleszente mit intensivem Betreuungsbedarf im Laufental. Er lebt in Liestal.

## Politik
Michael Durrer ist seit 2015 Mitglied des Einwohnerrates (Legislative) von Liestal. Er ist Mitglied der Finanzkommission und war bis 2021 Präsident der Grünen-Fraktion.
Durrer war von 2019 bis 2020 Vizepräsident der Grünen Baselland. Im Oktober 2020 wurde er als Nachfolger von Bálint Csontos zum Präsidenten der Grünen Baselland gewählt.
Michael Durrer ist Vorstandsmitglied der Grünen Schweiz und der Grünen Liestal und Umgebung. Er ist Mitglied der Geschäfts- und Rechnungsprüfungskommission der Kindes- und Erwachsenenschutzbehörde KESB Kreis Liestal.